# Malësia e Gjakovës
Malësia e Gjakovës är ett högland i Albanien. Det ligger i den norra delen av landet, 120 km norr om huvudstaden Tirana.
Trakten runt Malësia e Gjakovës består till största delen av jordbruksmark.  Runt Malësia e Gjakovës är det glesbefolkat, med 20 invånare per kvadratkilometer.